# خوسيه لويس اريتا
خوسيه لويس اريتا (بالإسبانية: José Luis Arrieta)‏ ولد بتاريخ 15 يونيو 1971 في سان سيباستيان، هو دراج إسباني سابق في صنف سباق الدراجات على الطريق.

## سجل النتائج

### سباقات أو مراحل فاز بها
- طواف إسبانيا

## روابط خارجية
- خوسيه لويس اريتا على موقع الاتحاد الدولي للدراجات (الإنجليزية)
- خوسيه لويس اريتا على موقع أرشيف الدراجات (الإنجليزية)
- خوسيه لويس اريتا على موقع إحصائيات الدراجات الإحترافية (الإنجليزية)
- خوسيه لويس اريتا على موقع نسبة الدراجات (الإنجليزية)
- خوسيه لويس اريتا على موقع CycleBase (الإنجليزية)